# Predsedniška palača, Ljubljana
Predsedniška palača ali Vladna palača je sedež Urada predsednika Republike Slovenije in Generalnega sekretariata Vlade Republike Slovenije. Stoji na vogalih Prešernove ceste, Erjavčeve ceste in Gregorčičeve ulice v Ljubljani. Leta 1993 je bila razglašena za kulturni spomenik lokalnega pomena.

## Zgodovina
Ker so bili uradi deželne vlade raztreseni po Ljubljani in jih je poškodoval tudi potres leta 1895, se je deželna vlada odločila zgraditi novo stavbo. Palača je bila zgrajena po načrtih inženirja Rudolfa Bauerja. Graditi so začeli spomladi 1897, novembra 1898 so dobili prvo uporabno dovoljenje, marca 1899 pa še dokončno. Gradila je Kranjska stavbna družba. 
Do leta 1918 je bil v njej sedež oblasti dežele Kranjske. Pozneje so bili v njej: narodna vlada, veliki župani ljubljanske oblasti, bani Dravske banovine in po drugi svetovni vojni Izvršni svet Skupščine SRS ter ustavno sodišče. Po letu 1975 je bilo v njej slovensko predsedstvo, od leta 1993 pa je v njej sedež predsednika republike in urad predsednika vlade.

## Arhitektura
Razsežna dvonadstropna stavba je zgrajena v neorenesančnem slogu. Obcestne fasade imajo pritličje in dve nadstropji, dvoriščna pa eno nadstropje. Glavni vhod se odpira na Prešernovo cesto in ga krasita alegoriji moči in zakona. Kipa je izdelal dunajski kipar Josef Beyer. Ob njem je na vsaki strani stranski vhod. Vhodi so tudi z Erjavčeve ceste in Gregorčičeve ulice. Vogale stavbe poudarjajo stolpi. Ima dve dvorišči in veliko dvorano. V notranjosti stavbe so velike slike Gojmirja Antona Kosa z motivi iz slovenske zgodovine.